# Cantharellales
Cantharellales es un orden de hongos basidiomicetos, al cual pertenecen algunos géneros de hongos de morfología en coral, como, por ejemplo Cantharellus, un hongo comestible. Según una estimación de 2008, el orden contiene 7 familias, 38 géneros y 544 especies.

## Descripción
La mayoría de los hongos dentro del orden son ectomicorrízicos, formando asociaciones mutuamente beneficiosas con ciertos árboles, arbustos y otras plantas vasculares. Se cree que las especies de Botryobasidiaceae son saprotrofos de madera caída y hojarasca. Las especies de Ceratobasidiaceae también son saprótrofas, pero algunas son capaces de convertirse en patógenos vegetales facultativos. Las especies de Tulasnellaceae son saprotróficas, pero también están asociadas con micorrizas de orquídeas, al igual que algunas especies de Ceratobasidiaceae. La distribución es cosmopolita.
Los esporocarpos (cuerpos fructíferos) de los rebozuelos y algunas especies de Hydnum, en particular Hydnum repandum, son comestibles y se recolectan ampliamente a escala comercial. Se comercializan frescos o procesados y se comercializan internacionalmente. Varias especies de Ceratobasidiaceae, en particular Rhizoctonia solani, causan enfermedades significativas en cereales y otros cultivos comerciales, así como en céspedes.

## Galería

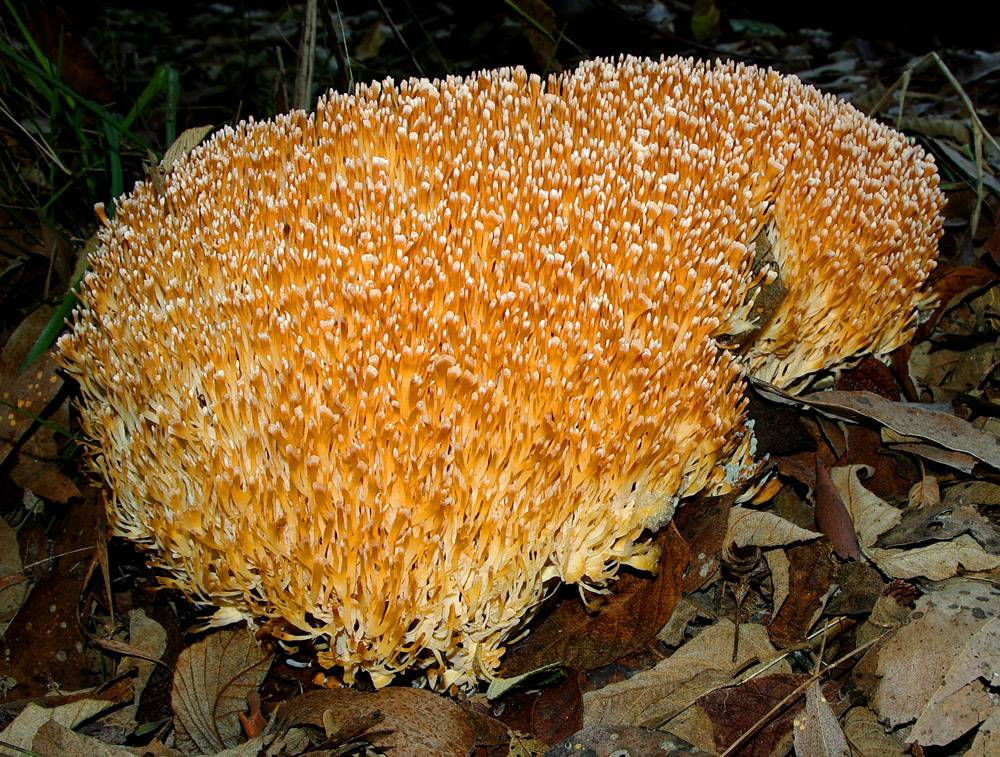
Aphelaria cf. complanata (Aphelariaceae)
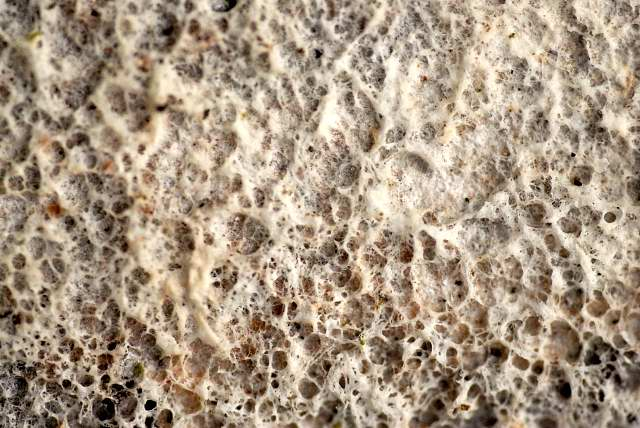
Botryobasidium vagum (Botryobasidiaceae)
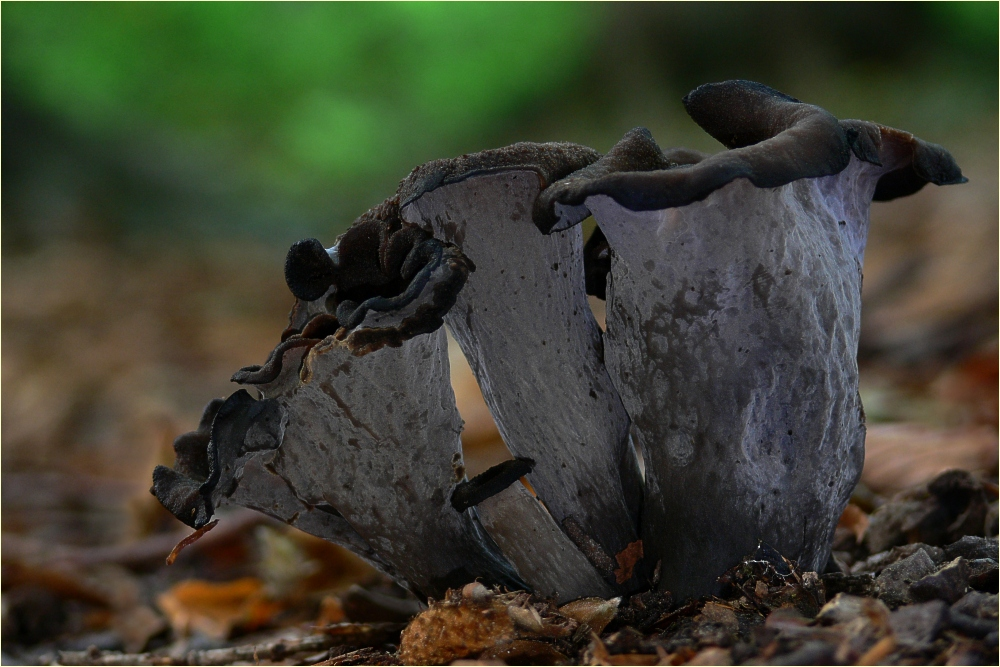
Craterellus cornucopioides (Cantharellaceae)
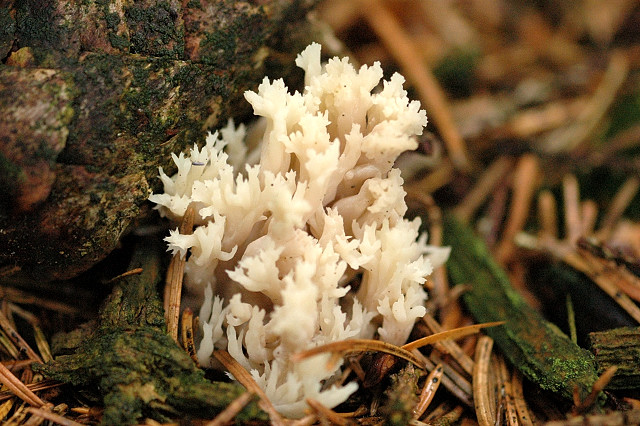
Clavulina coralloides (Clavulinaceae)
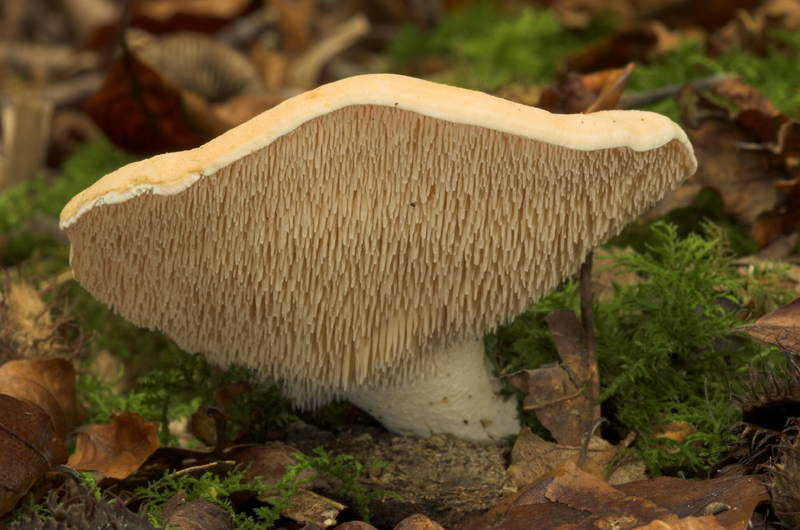
Hydnum repandum (Hydnaceae)
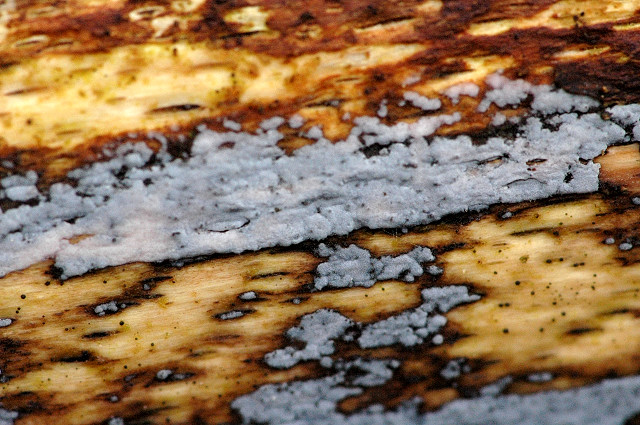
Tulasnella violea (Tulasnellaceae)